# Мурад Бено
Мурад Джабай Бено — иорданский чеченец, учёный-химик.

## Биография
В 1972 году получил степень бакалавра по химии и физике в Американском университете в Каире. После этого он устроился на работу в Королевское научное общество в Аммане, где проработал до выхода на пенсию. В 1977 году получил диплом по химической инженерии в Бирмингемском университете. В 1978 году в Королевском университете Белфаста университете получил степень магистра по энергетике и топливным технологиям. В 1979 году основал лабораторию воды и лабораторию продуктов нефтепереработки в Королевском научном обществе. В 1981 году в Университете Квинс получил докторскую степень по химической инженерии (специальность — обработка воды).
В 1985 году Мурад Бено в течение четырёх месяцев работал на Вооружённые силы Иордании как эксперт по оценке объектов и оборудования по получению питьевой воды и очистке сточных вод. В 1985—1989 годах работал директором Исследовательского центра промышленной химии Королевского общества. Он участвовал в проектировании промышленных очистных сооружений в Эз-Зарке и на Арабском алюминиевом заводе в мухафазе Бекаа. В 1989—1994 годах был директором Центра экологических исследований Королевского общества. С 1994 года — исполнительный директор Исламской сети по развитию и управлению водными ресурсами, принадлежащими Исламской организации сотрудничества. За время руководства Мурада Бено число стран — членов сети возросло с восьми до девятнадцати. В 2010—2012 годах он был директором Международного союза водных ресурсов со штаб-квартирой в Монпелье (Франция). В 2012—2013 годах Мурад Бено был членом Совета директоров Иорданского фонда поддержки исследований.
Мурад Бено является автором многочисленных научных трудов и монографий в международных научных журналах. Автор ряда книг об управлении водными ресурсами.
После ухода на пенсию Бено серьёзно увлёкся фотографией и путешествиями. Он побывал более чем в 50 странах четырёх континентов и покорил несколько вершин на Памире и в Гималаях. Также он поддерживает тесные дружеские связи со своими соплеменниками в Чечне.